# Asura unilinea
Asura unilinea là một loài bướm đêm thuộc phân họ Arctiinae, họ Erebidae.